# لويزا دياس ديوغو
لويزا دياس ديوغو (بالبرتغالية: Luísa Diogo) وهي سياسية موزمبيقية ولدت لويزا دياس ديوغو في 11 نيسان - أبريل من سنة 1958 كانت ديوغو تشغل منصب رئيسة وزراء جمهورية موزمبيق ما بين 17 شباط من سنة 2004 إلى 16 كانون الثاني من سنة 2010.